# Setge de Gibraltar (1779-1783)
El setge de Gibraltar de 1779 o Gran Setge a Gibraltar, el tercer intent d'Espanya des de la Presa de Gibraltar el 1704 per recuperar la ja colònia britànica, va ser la campanya més intensiva a la zona durant tot el segle xviii. Tenia com a antecedents els setges de 1704 i 1727. Durant gairebé quatre anys de bloqueig naval, bombardejos i la nova utilització de les anomenades bateries flotants, Gibraltar va ser capaç de resistir l'última acció militar espanyola sobre la ciutat.

## Antecedents

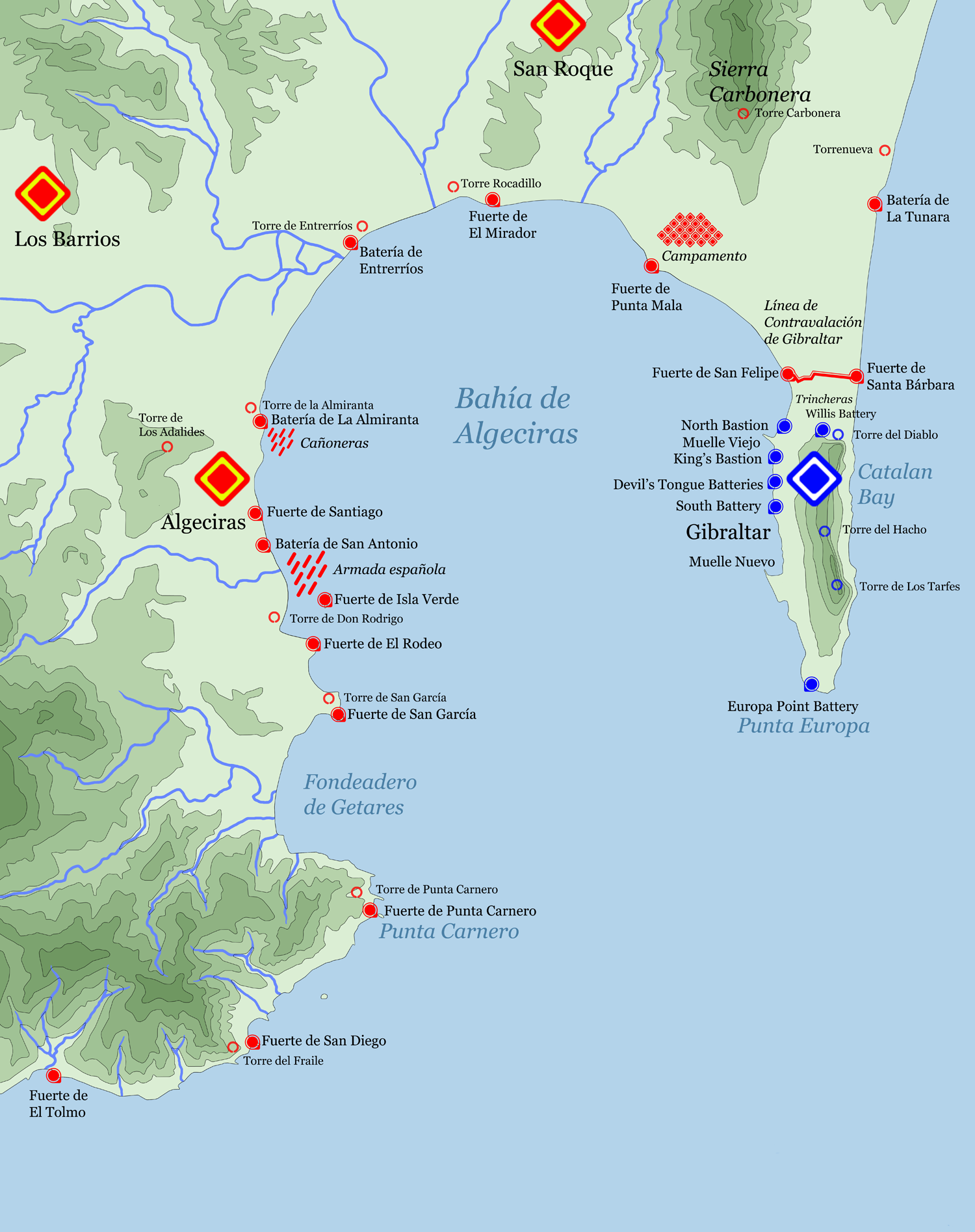
Mapa de la Badia d'Algesires on s'indiquen les posicions dels forts i bateries espanyols i britànics.

El tercer setge a Gibraltar per part d'Espanya va tenir com a antecedent diferències en el tràfic de mercaderies entre Europa i Amèrica. Ja l'any 1738 van sorgir les primeres disputes entre Espanya i la Gran Bretanya: a instàncies del primer es va intentar celebrar una convenció en el Palau Reial del Pardo, el gener de l'any següent, però el Parlament Britànic no va acceptar la mediació del seu ministre Robert Walpole, partidari d'arribar a acords amb Espanya. Poc després tindria lloc la Guerra de l'orella de Jenkins, la qual va fer que tots dos països es declaressin la guerra el 23 d'octubre de 1739 i comencessin els primers plans per formar trinxeres enfront de Gibraltar, motiu sempre de disputes entre ells. Veient aquests primers moviments, la Gran Bretanya va manar al vicealmirall Vernon que salpés des de Portobelo i reforcés l'esquadra de l'almirall Haddock que ja era a la Badia d'Algesires.
No obstant això, els anys passaven i no arribaven a trencar-se les hostilitats a la zona. El 9 de juliol de 1746 moria a Madrid el rei Felip V. El seu successor, Ferran VI, va començar aviat les negociacions amb la Gran Bretanya per arribar a acords sobre el comerç. El parlament britànic també desitjava la fi de les hostilitats i fins i tot es veia amb bons ulls anul·lar l'acta que prohibia el comerç amb Espanya i es va arribar a plantejar la possibilitat de cedir la plaça de Gibraltar a Espanya. La conferència que es va celebrar a Aquisgrà el 18 d'octubre de 1748 va acabar amb la signatura d'un tractat entre Espanya, França, Àustria i les potències marítimes però no amb les bel·ligeràncies entre Espanya i la Gran Bretanya. Aquest sistema de neutralitat adoptat per Ferran VI va acabar amb la seva mort el 1759. El nou rei, Carles III, va signar el 1761 un pacte de família amb el rei de França Lluís XV. La Gran Bretanya va reaccionar declarant la guerra a Espanya, que va causar grans pèrdues en el seu comerç marítim, i prenent les ciutats de Manila i l'Havana. Dos anys després, una vegada acabades les hostilitats, Espanya les va recuperar a canvi de les seves possessions a La Florida. Uns anys més tard, el 1779, mitjançant el tractat d'Aranjuez s'assegurava Carles III l'aliança amb França enfront del Regne Unit a causa dels seus comuns interessos a Amèrica i als greuges que ambdues nacions deien sofrir per part de la Gran Bretanya; en virtut a dita tractada ambdues nacions actuarien conjuntament per a la recuperació de Gibraltar, Menorca i diverses places espanyoles a Amèrica. Aquest mateix any es declarava la guerra contra la Gran Bretanya.

## Desenvolupament tàctic

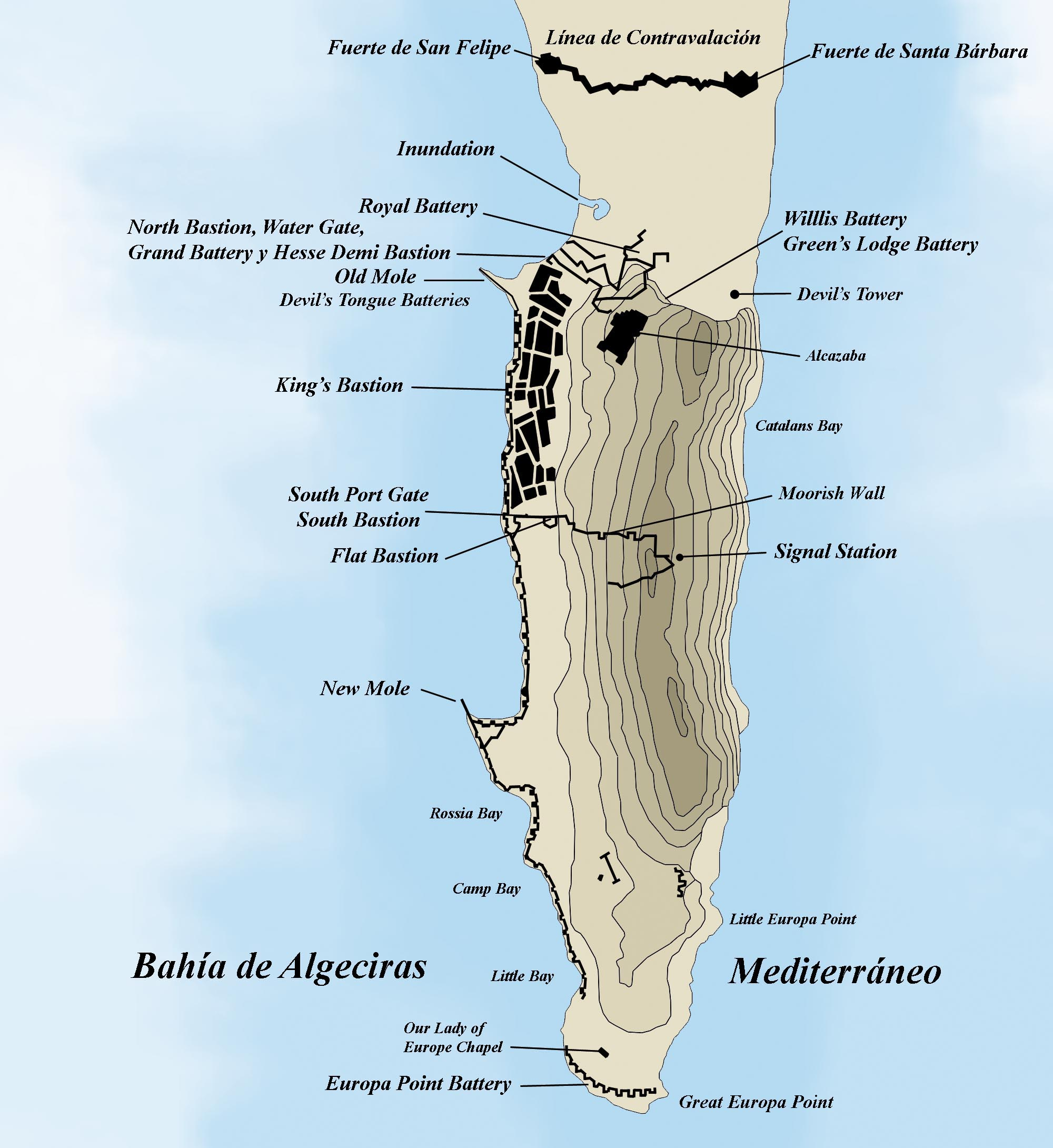
Defenses de Gibraltar

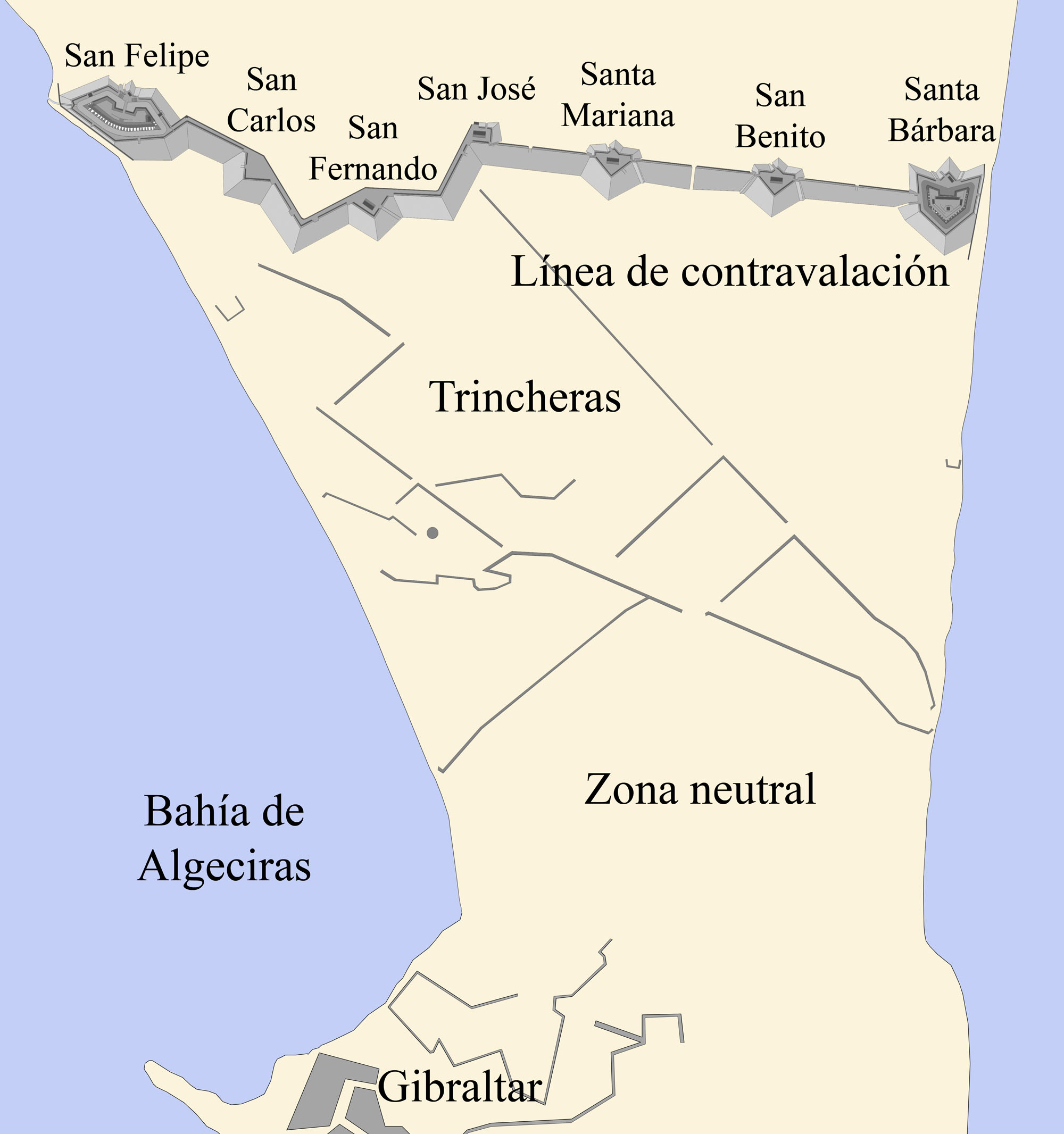
Línia de Contravalació

El 21 juny de 1779 Espanya va tancar la frontera amb Gibraltar al mateix temps que es va manar constituir a la ciutat un consell de guerra encapçalat pel governador de Gibraltar George Eliott. L'artilleria era al comandament de Rudesindo Tilly, mentre que la cavalleria i els dragons francesos serien comandats pel marquès d'Arellano. Les forces marítimes que havien de dur a terme accions de bloqueig de subministraments en la badia estaven a les ordres d'Antonio Barceló, que tenia la seva base establerta a Algesires i estava al comandament d'una flota de diverses jabeques i llanxes canyoneres. Una flota d'onze navilis i dues fragates es va situar en el Golf de Cadis al comandament de Luis de Córdova per a impedir el pas de reforços britànics. Des dels primers dies del setge es van començar a reconstruir les antigues bateries de l'istme que vindrien a completar les ja creades en els anys trenta sota la supervisió del Marquès de Verboom. Aquestes obres, part d'un ambiciós projecte de fortificació en tota la badia d'Algesires, fortificaven especialment la zona de l'istme en l'anomenada Línia de Contravalació de Gibraltar mentre la resta del litoral era reforçada per un gran nombre de forts i bateries que eren capaces de creuar foc contra un únic enemic. La construcció d'aquests forts i bateries artillades havia començat el 1729, i va ser objecte de queixes per part de les autoritats gibraltarenyes durant els anys següents. A l'octubre van arribar a la zona vint mil homes per engrossir les files espanyoles que s'assentarien en una zona especialment preparada per a això i encara avui denominada Campament, als voltants del fort de Punta Mala. L'artilleria se situaria a la zona de la Tunara, al costat de la bateria del mateix nom i més a prop de la frontera.
El governador de Gibraltar, Sir George Eliott, tenia a la seva disposició 5.382 homes i l'almirall Robert Duff una flota d'un navili, tres fragates i una goleta. La ciutat va obrir foc contra els treballs de reparació dels forts el 12 de setembre des de les bateries de Green's Lodge, Wills's i Queen Charlotte properes als assetjadors. El foc espanyol no es va fer esperar i aviat les bateries de l'istme van obrir foc contra les situades a les faldes del penyal.
La principal base per a la presa de la ciutat no era, no obstant això, l'acció de l'artilleria i l'assalt directe; aquest tipus d'accions ja s'havien demostrat insuficients en els anteriors setges de 1704 i de 1727. Havia de ser fonamental el bloqueig de subministraments a la ciutat, ja que en els anteriors setges s'havia posat de manifest que mentre la ciutat tingués queviures resistiria l'acció armada. D'aquesta manera, durant les primeres setmanes la flota de Juan de Lángara situada als voltants de l'Estret reixia evitar l'arribada d'ajuda a Gibraltar, de manera que al cap d'uns mesos la situació dins de la ciutat començava a ser desesperada per escassetat d'aliments. Des de la ciutat el consell de guerra havia garantit, tan aviat com es va conèixer el tancament de la frontera, contactes amb el regne del Marroc per a poder rebre els subministraments necessaris des dels propers ports nord-africans.

### Infructuoses negociacions

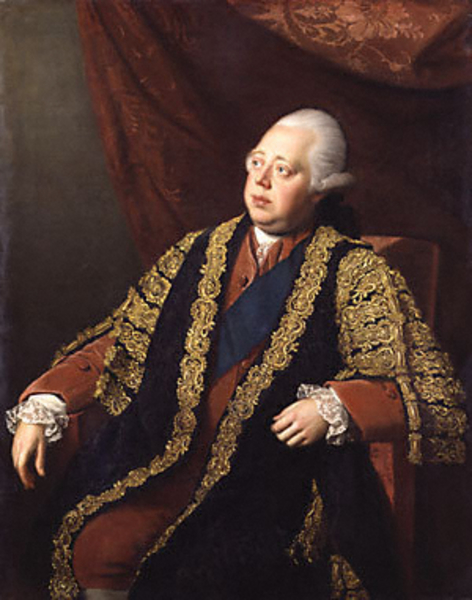
Lord North, primer ministre britànic des del 1770 fins al 1782.

A l'octubre de 1779 van començar negociacions entre els governs espanyol i britànic per a posar fi a les desavinences entre tots dos i que en aquells moments, recentment iniciada la guerra d'independència dels Estats Units, no beneficiaven gens ni mica als britànics. A través del comodor Johnstone es van manar comunicacions al comte de Floridablanca perquè sabés el govern espanyol que Lord North, primer ministre del Regne Unit, era disposat a negociar amb la ciutat de Gibraltar per aconseguir una treva.
A partir del 29 de desembre de 1779 es van celebrar reunions entre Floridablanca i el clergue irlandès Hussey. Al retorn d'aquest a Londres, es va acordar que només existiria cessió si Espanya acceptava cedir a la Gran Bretanya les illes de Puerto Rico, la fortalesa d'Omoa, un port i una extensió de terreny suficient en la Badia d'Orà a més de la compra de les unitats d'artilleria existents a Gibraltar i una compensació per les despeses de fortificació que s'havien dut a terme a la ciutat. Aquestes bases preliminars van ser comunicades als ministres britànics, que van rebutjar fermament la cessió de la ciutat sota qualsevol terme i van posar en dubte la capacitat del comodoro Johnstone per mitjançar entre els dos països.
Quan els resultats de les deliberacions van ser comunicats al ministre espanyol, es va acordar continuar-les deixant a part el tema de Gibraltar. Les noves pretensions britàniques serien a partir d'aquest moment que Espanya trenqués els seus llaços d'amistat amb França. Aquests termes, no obstant això, serien totalment rebutjats per Floridablanca.

### L'aprovisionament de Gibraltar

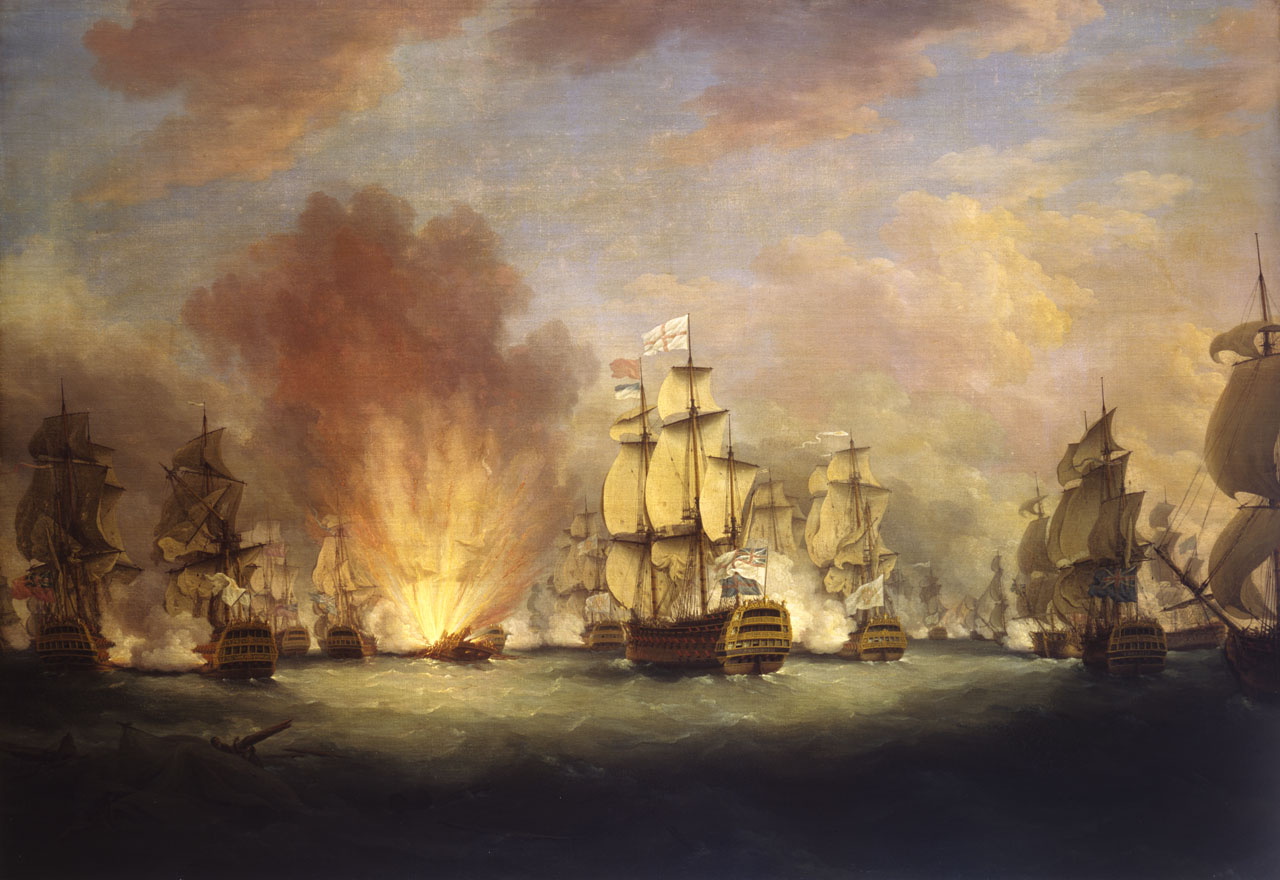
La batalla del Cap de Sant Vicent de 1780, la primera de les esdevingudes en el setge segons la historiografia. The Moonlight Battle off Capi St Vincent, 16 January 1780, obra de Richard Paton (1717–1791).

A la ciutat la gana començava a fer mossa en els assetjats, mentre les autoritats gibraltarenyes esperaven l'arribada de l'Almirall George Brydges Rodney que havia salpat a principi de 1780 des de Londres amb l'ordre de fer port a la ciutat costi el que costi.
Escassejava el pa i els aliments, mentre que els articles de primera necessitat adquirien per aquestes dates preus desorbitats. Encara que diversos vaixells havien pogut portar aliment a la ciutat des del Marroc, molts gibraltarenys començaven a acusar els efectes d'una alimentació deficient.
El 16 de gener la flota que havia d'aprovisionar a la ciutat assetjada, composta per 21 navilis de línia, va albirar a la flota d'onze vaixells que, al comandament de Lángara, era apostada a proximitat del Cap de Sant Vicent on impedien el pas de vaixells britànics. L'espanyol no va ser capaç d'advertir la gran quantitat de vaixells que se li apropaven a causa de la boira que en aquests moments envaïa la zona; quan per fi va constatar la superioritat dels anglesos, Lángara va optar per tornar a Cadis abans de fer front a l'enemic.
Els vaixells britànics van emprendre la persecució de Lángara convençuts de l'avantatge que posseïen. A les quatre de la tarda d'aquest 16 de gener, ambdues flotes obstaculitzen en combat malgrat que la de Rodney gairebé doblava en nombre a la de Lángara. Després d'una hora de lluita el navili espanyol Santo Domingo va ser incendiat i hi van morir tots els tripulants. L'esquadra espanyola va posar direcció a Cadis, i va perseguida i interceptada. Poc després el navili de l'almirall, el Fènix, es va veure envoltat per fins a cinc vaixells britànics i, el capità ferit per una bela en la seva orella esquerre, i el vaixell havia perdut el pal de messana i feia aigua, es va rendir. Després d'haver capturat cinc vaixells espanyols, l'Almirall Rodney arribava a Gibraltar el 18 de gener amb els queviures. Després de deixar diversos vaixells a la zona, va salpar amb el gruix de la seva flota cap a Marbella, abandonant les aigües de la badia i prenent l'avantatge del mar obert davant la possible arribada de la flota espanyola de Cadis.

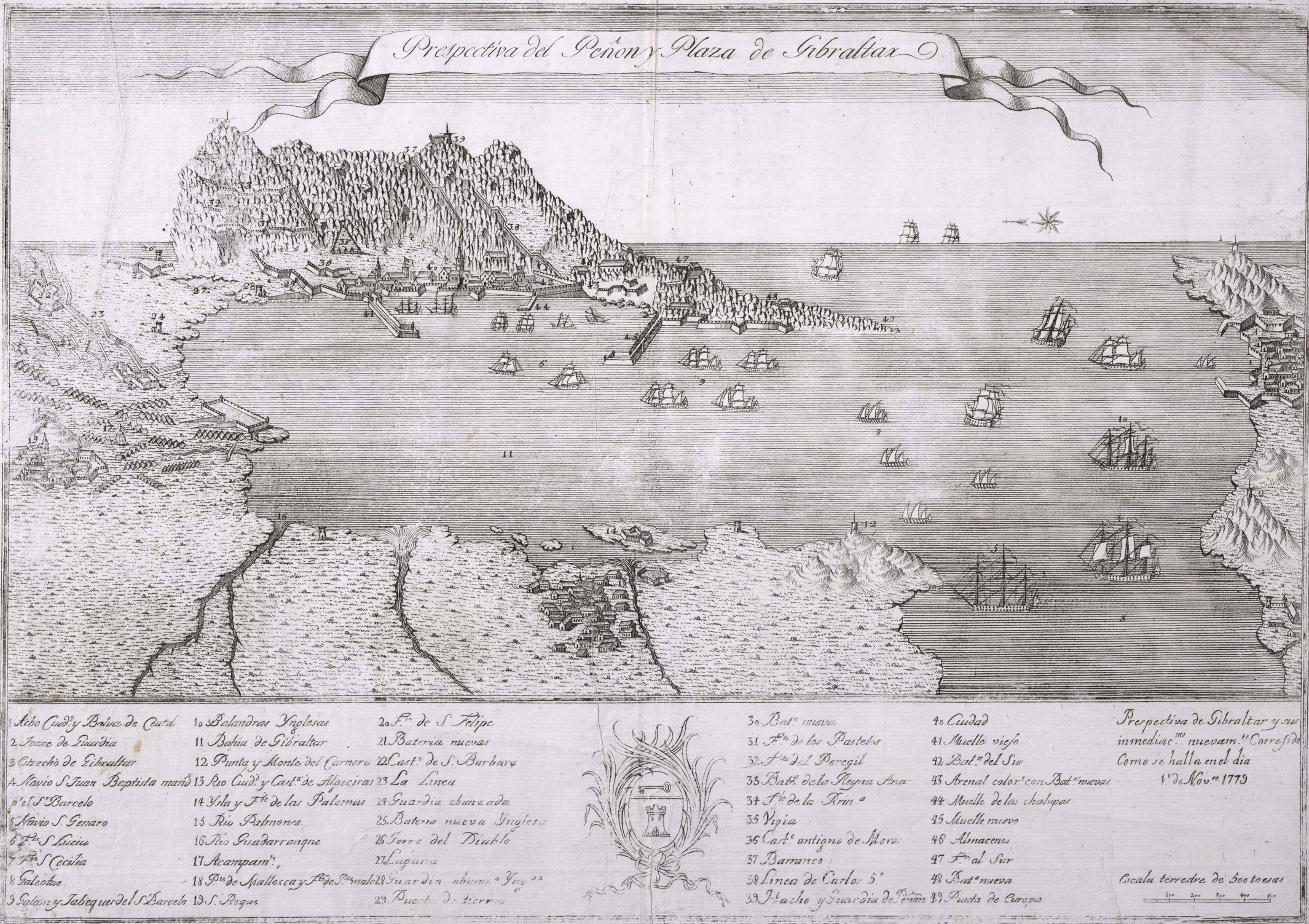
Perspectiva de Gibraltar l'1 de novembre de 1779.

Després de les inútils negociacions de 1779, les accions bèl·liques contra la ciutat assetjada van augmentar a partir de l'any 1780. Els vaixells de provisions continuaven arribant al port de Gibraltar i informaven el comandament sobre els moviments de l'esquadra espanyola als voltants de la Badia d'Algesires. Els treballs en les trinxeres i el foc anglès eren ja una constant en el setge, com havia ocorregut en els anteriors. Els bucs estacionats en el moll nord obrien foc constantment contra els forts espanyols, per la qual cosa Barceló va manar diverses llanxes canyoneres durant la nit en un intent d'incendiar els vaixells anglesos. Alertades pel buc Enterprise, les llanxes britàniques van sortir en persecució de les canyoneres espanyoles, que van haver de refugiar-se a Algesires a l'empara del fort d'Isla Verde. Durant tot aquest any se succeirien les lluites entre les dues forces. L'intens canyoneig que va caracteritzar els primers anys del setge obligava també gran part de la població civil de Gibraltar a refugiar-se a Punta Europa, lluny de la zona batuda per les bateries espanyoles.
Des del Marroc continuaven a enviar queviures de tota classe a la ciutat malgrat el cèrcol marítim que va tractar de mantenir l'esquadra espanyola. El 30 d'agost la tripulació d'una barcassa marroquina informava al governador de Gibraltar que des del govern central del país africà s'havien donat ordres de permetre l'assalt espanyol de qualsevol vaixell britànic que arribés a les seves costes. D'aquesta manera, el 26 de desembre se signava un acord entre el Marroc i Espanya que acabaria amb l'expulsió del cònsol britànic al país nord-africà; aquest va embarcar a Tetuan per ser conduït a Algesires el 28 de desembre i d'aquí al campament de Barceló al costat del riu Palmones per ser definitivament conduït a Gibraltar l'11 de gener. Una vegada tallat el tràfic amb el nord d'Àfrica, a l'octubre van començar de nou a escassejar els queviures a Gibraltar, la qual cosa va provocar una epidèmia. No obstant això, el 12 d'abril de 1781 l'Almirall George Darby arribava a Gibraltar amb gran quantitat d'aliments en cent vaixells de transport després de trencar el cèrcol espanyol. Els 28 navilis i deu fragates que acompanyaven l'expedició van reeixir superar fàcilment a les escasses llanxes canyoneres de Barceló i aprovisionar d'aquesta manera a la ciutat.

## Ofensiva britànica a l'istme

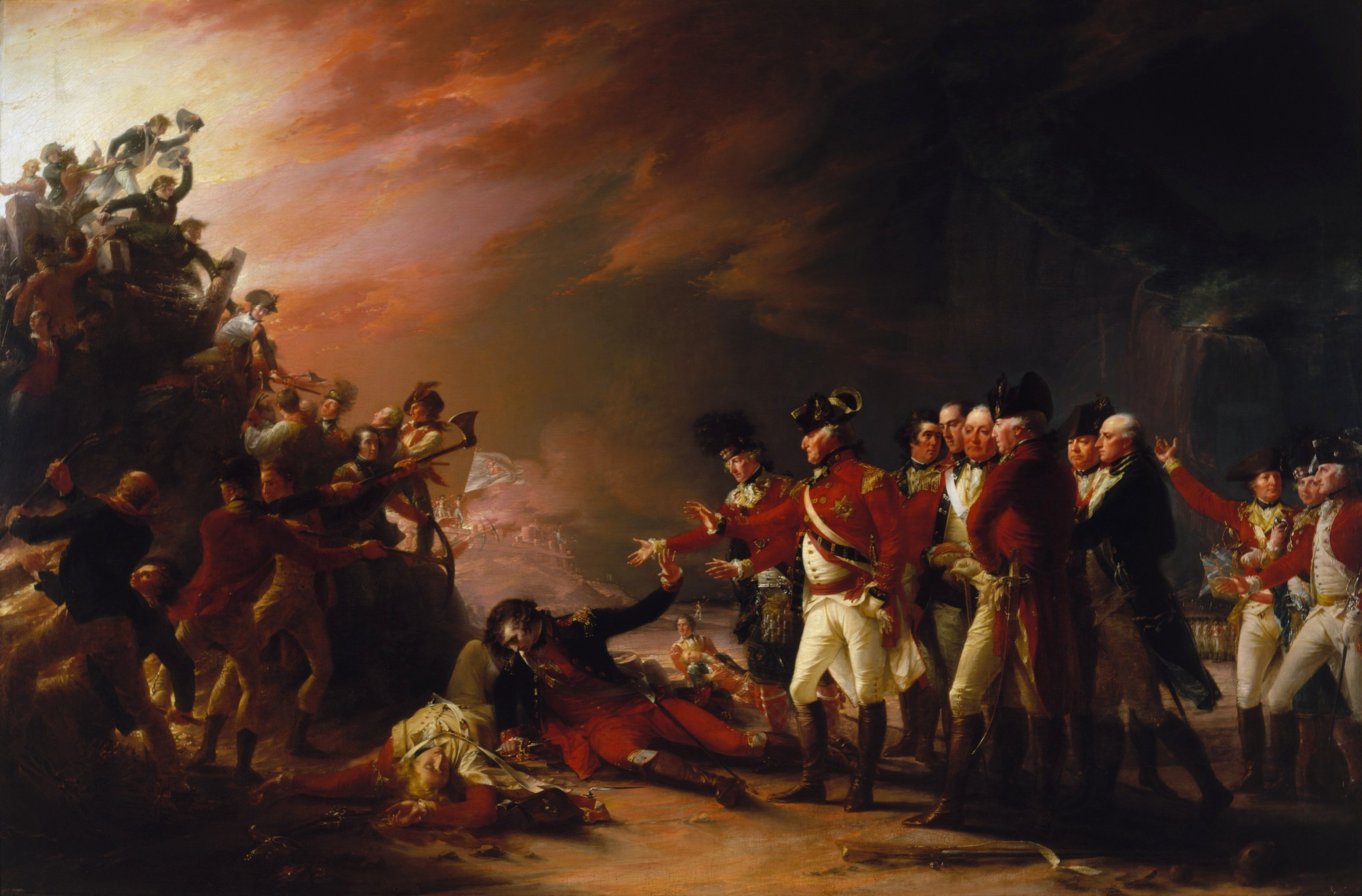
The Sortie Made by the Garrison of Gibraltar, obra de John Trumbull (1789). George Eliott tendeix la seva mà en ajuda del moribund José Barboza, capità d'artilleria espanyol, després de l'explosió de la bateria.

Al novembre els assetjadors van acabar la construcció d'un lloc avançat, anomenat Sant Carles i paral·lel al fort de Sant Felip a la zona oriental, amb capacitat per fer foc contra les portes de Gibraltar. Advertit del perill de la nova posició espanyola, George Eliott va preparar una ofensiva contra aquesta bateria per a desmantellar-la. La nit del 26 de novembre van sortir de Gibraltar dos mil homes dividits en tres columnes; la columna dreta era manada pel tinent coronel Trigge, la columna esquerra pel tinent coronel Hugo i la columna central pel tinent coronel Dechenhaussen, mentre al capdavant de l'expedició hi havia el brigadier Ross.
Aprofitant la foscor, les tropes van avançar a través de la zona neutral fins a ser localitzades pels sentinelles de la Línia de Contravalació. El tinent coronel Hugo va manar avançar ràpidament sobre Sant Carles mentre s'intercanviava foc de mosquet entre ambdues tropes. L'atac va ser fulminant i amb prou feines els britànics van haver-hi arribat a la bateria, van calar-hi foc. Mentre asseguraven les posicions, els sapadors que acompanyaven l'expedició desmuntaven les construccions. Diversos dels sapadors i soldats que eren en la posició van resultar ferits quan una part dels subministraments de pólvora al magatzem de Sant Carles van explotar.
Aviat la zona presa es va ser il·luminada pel foc i des de les línies espanyoles es va poder localitzar els homes de Ross, que van haver de tornar amb rapidesa a la ciutat. Els danys en les avançades espanyoles van ser abundants, més encara tenint en compte el molt temps que s'havia invertit a construir-les sota el foc de les bateries nord del penyal i el ràpid que s'havien perdut.

## Les bateries flotants
Arribat l'any 1782 el comandament espanyol comprenia que el bloqueig marítim no bastava i va decidir prendre noves mesures per a l'assalt directe de Gibraltar. Es va posar llavors Luis Berton de Balbe de Quiers, Duc de Crillon, al capdavant de l'exèrcit assetjador com a Comandant de Terra i Mar i l'almirall Ventura Moreno Zavala al comandament de la flota com a Comandant General de la Marina. L'enginyer francès D'Arçon, amb el suport de la cort espanyola, va dissenyar un nou pla d'assalt marítim a la ciutat basat en l'ús de bateries flotants que havien de bombardejar el front de la ciutat. Aquest pla va ser presentat al consell del mar que celebrava les seves reunions a Algesires.
Aquestes bateries flotants eren embarcacions que oferien una enorme superfície en la qual s'apostaven molts soldats alhora que deixava circular a l'interior l'aigua del mar per a evitar els danys causats per la bala vermella, projectils d'artilleria escalfats roent abans de ser llançats i capaços d'incendiar els vaixells. Aquestes bateries s'aproparien a la ciutat i s'acumularien al fons formant un continu cordó enfront de les muralles a semblança d'una fortalesa. Després de deixar inútils les bateries britàniques, dos mil llanxes havien de conduir les tropes d'infanteria a la ciutat per rendir-la. Al febrer de 1782 el rei d'Espanya aprovava la construcció d'aquestes bateries malgrat que nombrosos enginyers l'havien desaconssellat el projecte per considerar-lo quimèric. Al maig de 1782 se'n va començar la construcció a les drassanes d'Algesires i Cadis.
Mentre es construïen les bateries flotants es feien obres en l'esplanada nord del penyal per aixecar unes quantes plataformes d'obusos i bateries provisionals a prop de la zona denominada La Llacuna, entre la Línia de Contravalación i les portes de la ciutat. Advertits dels moviments en el Camp, a Gibraltar es van fortificar totes les plataformes artillades existents i es van construir nombrosos túnels i passos ocults que comuniquessin totes les bateries de la zona.
A partir de maig es van reprendre les accions de bombardeig tant des de la part britànica com des de l'espanyola. A la ciutat eren ja a hores d'ara molts els edificis destruïts o en perill de caure. El 17 de maig el foc enemic va afectar la sinagoga de la ciutat i els edificis limítrofs. Durant aquests dies els enginyers britànics reparaven les bateries d'Upper Rock, que eren les que sofrien la major part dels danys.
A la fi d'agost les bateries flotants eren llestes. Eren cinc bateries de dos ponts i cinc d'un pont. Les de dos ponts eren la Pastora, que seria manada per Buenaventura Moreno; Corta piedra, amb el príncep de Nassau; Paula primera, comandada per Cayetano de Lángara; Rosario, amb Francisco Muñoz i San Cristóbal, amb Federico Gravina. Les d'un pont es deien Príncipe Carlos, amb Antonio Basurto al capdavant; San Juan, amb José Angeler; Paula segunda, amb Pablo de Cózar; Santa Ana, amb José Goicoechea i Dolores, amb Pedro Sánchez.
El 13 de setembre de 1782 les bateries van ser remolcades fins al seu emplaçament i, comandades totes per Luis de Córdova, es van situar enfront de la ciutat, les més properes enfront del Baluard del Rei. Les embarcacions es van disposar en dues línies: les bateries de dos ponts les primeres i les d'un sol pont darrere. Quan les bateries van haver-hi estat ancorades, va començar el bombardeig des de la ciutat però sense causar-hi grans danys.

## El foc de les bateries flotants

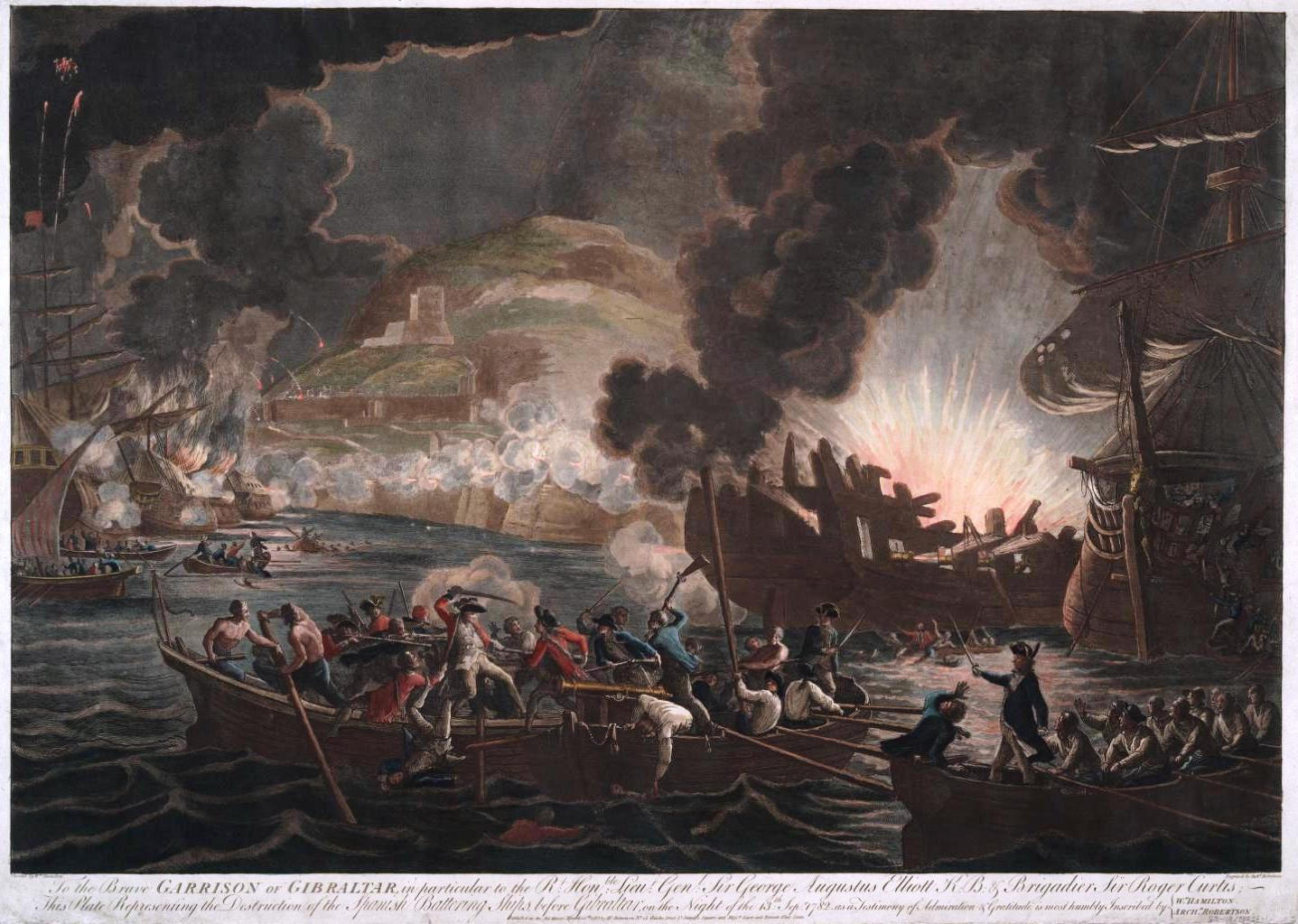
Destrucció de les bateries flotants en una obra de William Hamilton de 1783.

A les 10:25 del 13 de setembre les bateries de terra, les esplanades d'obusos emplaçades a l'istme, les llanxes canyoneres i les deu bateries flotants van començar al mateix temps a obrir foc contra Gibraltar a un ritme terrorífic. Des de la ciutat es responia amb totes les forces presents i des de les 12 del matí totes les peces d'artilleria van utilitzar la bala vermella amb l'esperança que les bateries flotants no fossin com es deia incombustibles. Durant tot el matí va continuar el foc entre ciutat i les bateries fins que a les 5 de la tarda es va declarar un incendi en la Corta Piedra causat precisament per la bala vermella. Al cap de poc la bateria rebentava i seguit per la Pastora i la San Cristóbal. L'explosió de les tres bateries va poder sentir-se en tots els pobles dels voltants. Paula primera començava a cremar amb la detonació de les anteriors i el foc s'estenia a la resta. Convençut que aviat serien incendiades totes i podrien caure en mans enemigues, el general Moreno va manar cremar les bateries. Les voladures es van realitzar amb tanta precipitació que molts dels tripulants no havien tingut temps de desallotjar-les. La major part va morir, així com un gran nombre dels quals s'havien llançat a l'aigua, entre ells el notable escriptor José Cadalso. L'endemà va arribar a les platges de la badia molts cadàvers. S'estima que hi van morir més de dos mil homes en les bateries flotants i en les llanxes canoneres que van ser aconseguides per la munició.
L'enginyer D'Arzon va voler veure en aquella derrota errors en la construcció de les bateries, fallades en el sistema de circulació d'aigua que havia d'haver evitat els danys causats per la bala vermella, que a més no va ser mai provada contra les embarcacions. La disposició de les bateries enfront de la ciutat tampoc va ser la que l'enginyer hauria desitjat, perquè es trobaven desplaçades de la seva posició, de manera que la Corta i La Pastora van suportar la major part del foc enemic, i la resta de les bateries eren massa lluny del moll nord, punt més feble de la fortificació.
El desastre de les bateries flotants va ser un dur cop per a l'exèrcit assetjador i des de Gibraltar es contemplava amb esperança la destrucció d'aquells enginys que, no obstant això, havien causat seriosos danys en les fortificacions i nombroses morts entre els assetjats.

## Continua el setge

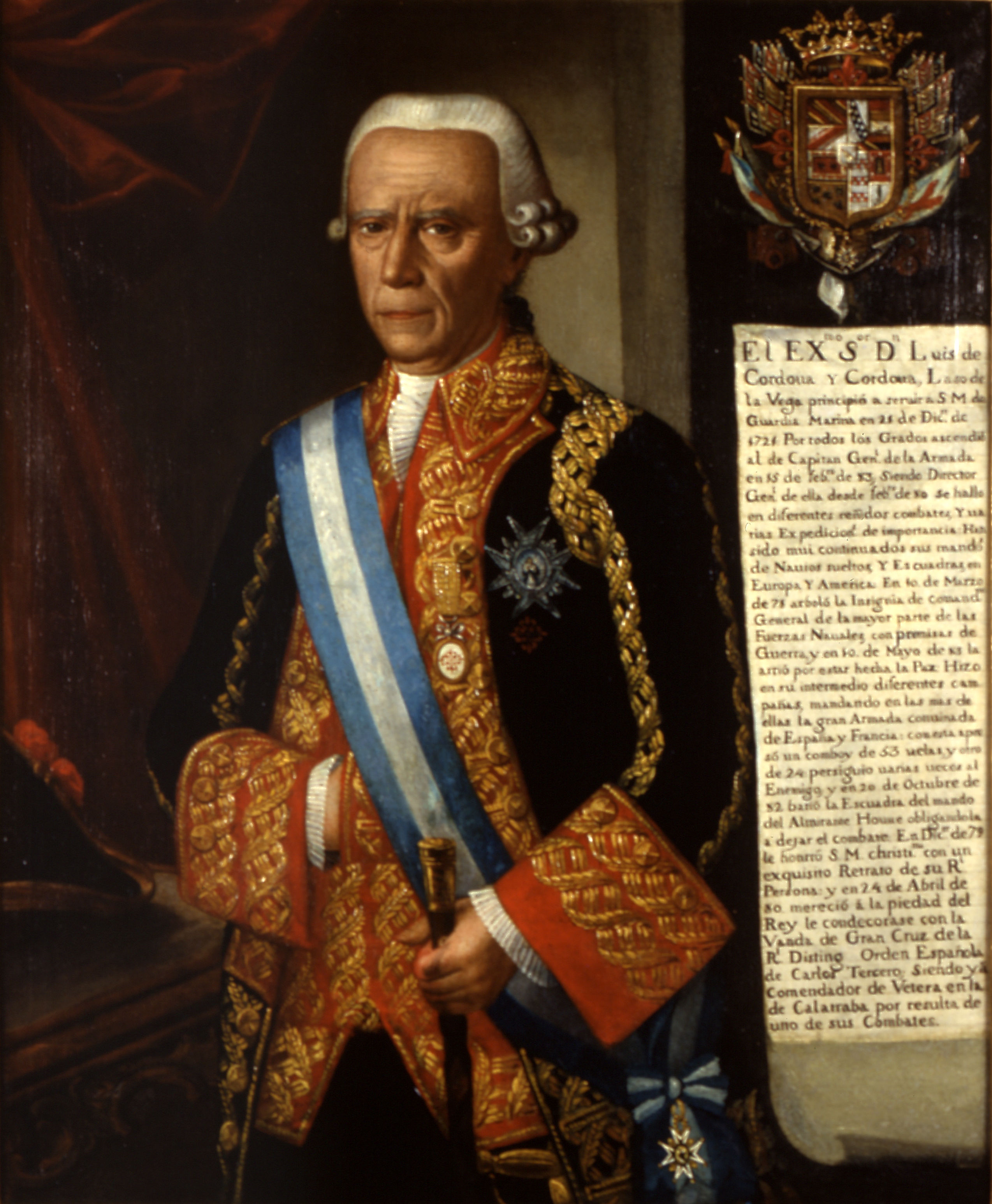
Durant el setge a Gibraltar, Luis de Córdova manava la flota espanyola ancorada a la badia d'Algesires.

Malgrat tot, el setge a Gibraltar es va mantenir i des de la part espanyola es va decidir prosseguir el bloqueig marítim per impedir l'arribada de queviures. El 10 d'octubre les tempestats van fer perdre el navili San Miguel quan es va apropar massa a les muralles de la ciutat i hi van embarrancar. A la ciutat de Gibraltar l'escassetat d'aliments havia de suplir-se amb la ràpida arribada de l'Almirall Richard Howe. La seva esquadra va ser albirada el 12 d'octubre, però els forts vents la van obligar a allunyar-se de l'Estret camí de Marbella sense poder descarregar. Un dia després l'esquadra espanyola al comandament de Luis de Córdova sortia de la Badia d'Algesires per interceptar-la. Una maniobra de l'almirall anglès va permetre que l'esquadra prengués avantatge i es protegís a l'ancorada de Tetuan, deixant allà alguns dels transports. Més tard posaria rumb a Cadis, on va ser interceptada finalment per l'esquadra espanyola. Després de petites batalles, la flota anglesa va posar rumb a Lisboa i l'espanyola va decidir no seguir-la. Mentrestant els vaixells de transport que havien quedat a Tetuan van arribar a Gibraltar el 15 d'octubre amb les provisions necessaris.
En aquests dies les bateries dels assetjadors no deixaven de disparar contra la muralla de la porta nord de Gibraltar però sense reeixir a obrir-hi una bretxa. Les noves fortificacions britàniques a la falda de la muntanya impedien a més les obres en les trinxeres i així la correcta reparació de les bateries assetjadores. L'excavació d'aquestes fortificacions en la roca per una idea del sergent major el va començar el 25 de maig de 1782. Els primers treballs anaven encaminats a obrir túnels excavats en la pedra a manera de comunicacions amagades entre les bateries de la falda de la muntanya però sense sortides a l'exterior. Els problemes de ventilació que es van produir durant la construcció van obligar els obrers a obrir respiradors en els quals aviat van comprendre que es podrien situar canons. La Galeria Windsor, la primera a ser acabada, era operativa al febrer de l'any següent, tenia quatre canons i 113 m de longitud. Van seguir dues bateries més: King's line i Queen's line.

## L'arribada de la pau
Mentre prosseguien les hostilitats a Gibraltar, es van entaular de nou negociacions entre la Gran Bretanya, Espanya i França amb vista a posar fi a la guerra. Les exigències del rei espanyol incloïen sempre la devolució de Gibraltar i es va posar sobre la taula la possibilitat d'intercanviar-lo amb algunes possessions d'ultramar: França cediria Martinica i Guadalupe a la Gran Bretanya mentre Espanya cediria a França en compensació Santo Domingo. No obstant això, s'estaven preparant accions militars conjuntes entre Espanya i França encaminades a conquerir als anglesos l'illa de Jamaica i per a això s'estaven embarcant 40.000 soldats i fins a 70 vaixells. Davant la imminent amenaça sobre els seus dominis americans, el 30 de gener de 1783 la Gran Bretanya va oferir al rei espanyol reprendre les negociacions. El 3 de setembre de 1783 es va signar el Tractat de Versalles en el qual la Gran Bretanya reconeixia a Espanya la propietat de l'illa de Menorca, que havia estat conquerida poc abans, les dues Florides i zones d'Hondures i Campeche. El tractat no va contemplar, no obstant això, la cessió de Gibraltar. Tan aviat com es van haver signat els primers acords, es van enviar ordres per posar fi als enfrontaments en el setge.